# Ravenden, Arkansas
Ravenden, Arkansas (енгл. Ravenden) град је у америчкој савезној држави Арканзас.

## Демографија
По попису из 2010. године број становника је 470, што је 41 (-8,0%) становника мање него 2000. године.
| Група             | 2000.       | 2010.       |
| Белци             | 494 (96,7%) | 462 (98,3%) |
| Афроамериканци    | 0 (0,0%)    | 0 (0,0%)    |
| Азијати           | 0 (0,0%)    | 0 (0,0%)    |
| Хиспаноамериканци | 7 (1,4%)    | 4 (0,9%)    |
| Укупно            | 511         | 470         |